# 北高加索方面军
北高加索方面军是苏联红军在第二次世界大战期间组建的一个方面军。该方面军于1942年5月20日首次组建，谢苗·布琼尼出任司令员。

## 第一次組建
1942年7月25日-8月5日间，北高加索方面军先后在顿河下游以及斯塔夫罗波尔和克拉斯诺达尔地区参与了防御战。1942年8-9月，北高加索方面军未能阻止德军沿黑海海岸突入高加索地区。
1942年9月1日，北高加索方面军撤編。

## 第二次組建
1943年1月24日，北高加索方面军第二次组建。1943年1月，伊万·马斯连尼科夫出任北高加索方面军司令。1943年5月，伊万·叶菲莫维奇·彼得罗夫继任方面军司令。該部隊參與高加索戰役。
1943年11月20日，北高加索方面军被整编入其他部隊。